# San Carlos de Río Negro
Pour les articles homonymes, voir San Carlos.
San Carlos de Río Negro est une localité du Venezuela, chef-lieu de la municipalité de Río Negro dans l'État d'Amazonas.

## Historique
La localité est fondée en 1759 sur l'emplacement d'un camp de l'expédition de José Solano y Bote.